# Lu Jung-siang
Lu Jung-siang (čínsky pchin-jinem Lù Yǒngxiáng, znaky 路甬祥; * 28. dubna 1942) je bývalý čínský vědec a politik, místopředseda stálého výboru Všečínského shromáždění lidových zástupců (parlamentu, 2003–2013), předseda Čínské akademie věd (1997–2011). Byl členem širšího vedení Komunistické strany Číny jako kandidát (1985–1992) a člen (1992–2012) jejího ústředního výboru. Vystudoval hydromechaniku na Čeťiangské univerzitě, na které poté bádal a přednášel. Od poloviny 80. letech se podílel na vedení univerzity a působil v různých odborných společnostech a akademiích.

## Život
Lu Jung-siang se narodil 28. dubna 1942 v okrese Cch’-si v provincii Če-ťiang v rodině lékaře a ředitele nemocnice. Po střední škole studoval v letech 1959–1964 hydromechaniku na Čeťiangské univerzitě. Potom rok pracoval na venkově v Ču-ťi v Če-ťiangu. Nato se vrátil na univerzitu jako vyučující fakulty strojního inženýrství, v roce 1974 vstoupil do Komunistické strany Číny. V letech 1979–1981 působil jako hostující výzkumný pracovník na Průmyslové univerzitě v Cáchách v Německu, kde získal doktorát v oboru strojírenských věd. Od roku 1981 opět přednášel na Čeťiangské univerzitě jako docent a odborný asistent, později zástupce ředitele Ústavu vědy a techniky a profesor. Ve své vědecké práci se věnoval hydromechanice, zvláště proporcionální hydraulice, kde vyvíjel elektrohydraulické proporcionální řídicí komponenty.
Roku 1985 byl zvolen kandidátem ústředního výboru KS Číny (znovuzvolen 1987). Roku 1986 byl zvolen viceprezidentem Čeťiangské univerzity, současně převzal funkci zástupce tajemníka výboru pro vysokoškolské vzdělávání provinčního výboru KS Číny (do 1993) a od roku 1986 také funkci místopředsedy Čínské asociace pro vědu a techniku (do roku 1996). Roku 1988 se stal prezidentem univerzity (do 1995), roku 1991 byl vybrán mezi členy Čínské akademie věd. Na XIV. sjezdu KS Číny v říjnu 1992 byl zvolen členem ústředního výboru (znovuzvolen na sjezdech v letech 1997, 2002 a 2007, v ústředním výbopru působil do roku 2012). Od roku 1994 byl místopředsedou Čínské akademie věd, roku 1994 převzal funkci výkonného místopředsedy a roku 1997 předsedy Čínské akademie věd. Působil také jako předseda Poradního výboru pro vysokoškolské vzdělávání Státní komise pro vzdělávání, předseda Čínské společnosti pro dějiny vědy a techniky, člen ad hoc výboru pro inovace a technologie hlavního představitele zvláštní administrativní oblasti Hongkong, viceprezident Akademie věd pro rozvojový svět, předseda Čínské společnosti pro strojírenství, spolupředseda Mezinárodní rady akademií věd, předseda Čínské společnosti pro strojírenství.
V březnu 2003 byl zvolen místopředsedou stálého výboru Všečínského shromáždění lidových zástupců, v březnu 2008 byl potvrzen na další funkční období. Roku 2011 ho v předsednictví akademii věd nahradil Paj Čchun-li a v březnu 2013 odešel z Všečínského shromáždění lidových zástupců do penze. I nadále se angažoval ve veřejných funkcích, v prosinci 2013 byl zvolen prezidentem Čínské asociace pro podporu spolupráce mezi průmyslem a univerzitami a výzkumem a v říjnu 2014 byl zvolen prezidentem Čínské aliance pro inovační design.